# 沈黙の春を生きて
『沈黙の春を生きて』（Living the Silent Spring）は、アメリカ合衆国とベトナムの枯れ葉剤被害者の交流を扱う、2011年坂田雅子制作のドキュメンタリー映画